# بوروگو

بوروگو شهری در شهرستان دولوگو در استان بازگا در بورکینافاسوی مرکزی است و جمعیت آن ۴۸۲ نفر است.